# Virus de la peste porcine africaine
Espèce
Synonymes
- African swine fever virus ICTV, 1981

Asfivirus haemorrhagiae , le virus de la peste porcine africaine (ASFV) est une espèce de virus du genre Asfivirus. C'est un grand virus à ADN double brin de la famille des Asfarviridae. C'est l'agent causal de la peste porcine africaine (PPA).
Le virus provoque une fièvre hémorragique présentant des taux de mortalité élevés chez les porcs domestiques : certains isolats peuvent entrainer la mort de l'animal une semaine après l'infection. Il infecte de manière persistante ses hôtes naturels, les phacochères, les potamochères et les tiques molles du genre Ornithodoros, qui agissent vraisemblablement comme un vecteur asymptomatique.
Le virus n'est pas pathogène pour l'humain,. L'ASFV est endémique à l'Afrique subsaharienne et persiste dans la nature au moyen d'un cycle d'infection réciproque entre les tiques et les suidés (cochons sauvages, potamochères ou phacochères). La maladie a été décrite pour la première fois après que des colons européens ont amené des porcs dans des zones endémiques de peste porcine africaine et, à ce titre, est un exemple de maladie infectieuse émergente.
L'ASFV se réplique dans le cytoplasme des cellules infectées. C'est le seul virus avec un génome à ADN double brin connu qui est transmis par des arthropodes.